# بيغاسوس
بيغاسوس أو بِغاز (بالإغريقية: Πήγασος) (باللاتينية: Pegasus) هو حصان مجنح في الأساطير الإغريقيَّة، وعادةً ما يُصوّر على أنه حصانٌ أبيض. أنجبه بوسيدون، في دوره إلهًا للخيول، وأنجبته ميدوسا الغرغونة. كان بيغاسوس شقيق كرياسور، وكلاهما ولد من دم ميدوسا عندما قَطع بيرسيوس رأس والدتهما. كتب الشعراء اليونانيون والرومانيون عن صعوده إلى السماء بعد ولادته وخضوعه لزيوس، الذي أمره بإحضار البرق والرعد من أوليمبوس.
يعد بيغاسوس خالق هيبوكرين [الإنجليزية]، النافورة على جبل هيليكون [الإنجليزية]. قُبض عليه من قبل البطل اليوناني بليروفون، بالقرب من نافورة بيرين، بمساعدة أثينا وبوسيدون. سمح بيغاسوس لبليروفون بركوبه من أجل هزيمة الوحش كمير، مما أدى إلى العديد من المغامرات الأخرى. سقط بليروفون لاحقًا عن ظهر بيغاسوس أثناء محاولته الوصول إلى جبل أوليمبوس. يقال إن كلًا من بيغاسوس وبليروفون ماتا على يد زيوس لمحاولتهما الوصول إلى أوليمبوس. وتروي حكايات أخرى أن زيوس أحضر بيغاسوس إلى أوليمبوس ليحمل صواعقه.
لطالما كرّم بيغاسوس باعتباره كوكبة، وهو موضوع أيقونات غنية جدًا، وخاصة من خلال الفخار الإغريقي القديم بالإضافة إلى اللوحات والمنحوتات في عصر النهضة.